# USS Sinclair (DD-275)
Za druga plovila z istim imenom glejte USS Sinclair.
USS Sinclair (DD-275) je bil rušilec razreda Clemson v sestavi Vojne mornarice Združenih držav Amerike.
Rušilec je bil poimenovan po komodorju Arthurju Sinclairu.